# آمارو فارگو
آمارو رودریگِز فیلیپ تِجِرا ماچادو (به اسپانیایی: Amaro Rodríguez-Felipe y Tejera Machado)، معروف به آمارو فارگو، یک دزد دریایی معروف اسپانیایی بود. او یکی از مشهورترین دزدان دریایی اسپانیا در عصر طلایی دزدان دریایی بود.
در ۳ مه سال ۱۶۷۸ و در شهر سان کریستبال د لا لاگونا واقع در جزیره تنریفه متولد شد و در ۴ اکتبر ۱۷۴۷ درگذشت و در صومعه سانتو دومینگو واقع در همان شهر محل تولد به خاک سپرده شد.
او به‌دلیل فعالیت‌های تجاری و به دلیل دوستی با ماریا د لئون و کمک‌های مکرر مذهبی و کمک‌هایش به فقرا مورد توجه بود. در نقش دزد دریایی، او بر مسیر بین کادیز و  کارائیب تسلط داشت، در موارد متعدد به کشتی‌های متعلق به دشمنان تاج اسپانیا (عمدتا انگلستان و هلند) حمله می‌کرد، و در زمان خود به‌عنوان یک قهرمان شناخته شد و عنوان "همتای اسپانیایی فرانسیس دریک" را دریافت نمود.
به دلیل خدماتش به تاج و کشور اسپانیا، او در سال ۱۷۲۵ عنوان اشرافیت یافت و در سال ۱۷۲۷ گواهینامه اشرافیت و بازوی سلطنتی را دریافت کرد.